# Steven Smith (calciatore)
Steven Smith, detto Stevie (Bellshill, 30 agosto 1985), è un ex calciatore scozzese, di ruolo difensore, vice allenatore della formazione Under-18 dei Rangers.

## Caratteristiche tecniche
È mancino.

## Carriera

### Club
Crebbe calcisticamente nelle giovanili dei Rangers con i quali esordì in Scottish Premier League nell'ottobre 2003 contro gli Hearts. A dispetto di tale esordio precoce, dovette attendere due stagioni prima di trovare un posto da titolare. Del febbraio 2006 è il suo esordio internazionale, in Champions League contro il Villarreal. Nella stagione 2006-2007 ha segnato il suo primo goal in campionato, nel corso dell'incontro vinto per 2-0 sul Dunfermline l'11 novembre 2006, guadagnandosi anche la nomina a miglior giocatore della partita.

### Nazionale
Pre-convocato per la nazionale scozzese per gli incontri di qualificazione al campionato d'Europa 2008, Smith ha dovuto rimandare il debutto a causa di un infortunio a una coscia.

## Palmarès

### Club

#### Competizioni nazionali
- Campionato scozzese: 4

Rangers: 2002-2003, 2004-2005, 2008-2009, 2009-2010
- Coppa di Scozia: 3

Rangers: 2002-2003, 2007-2008, 2008-2009
- Coppa di Lega scozzese: 4

Rangers: 2002-2003, 2004-2005, 2007-2008, 2009-2010
- Scottish Third Division: 1

Rangers: 2012-2013
- Scottish League One: 1

Rangers: 2013-2014